# Ceballosia
Ceballosia  (лат.) — род паразитических наездников из семейства Encyrtidae (Chalcidoidea) отряда перепончатокрылые насекомые. Длина около 1 мм. Жвалы 3-зубые. Лоб широкий, тело в основном (голова и грудь) металлически-зелёное, затылок закруглённый. На щите среднеспинки развиты парапсидальные бороздки. Лапки 5-члениковые. В России обнаружен 1 вид с золотисто-зелёным телом и жёлтыми ногами — Ceballosia dusmeti (Краснодарский и Приморский края).
- Ceballosia dusmeti Mercet, 1921 — Палеарктика
- Ceballosia nigricornis Xu, 2004 — Китай (Liaoning)[3]